# Mantas Kvedaravičius
Mantas Kvedaravičius (Biržai, Lituània, 28 d'agost de 1976 - Mariúpol, Ucraïna, 2 d'abril de 2022) va ser un realitzador lituà. Especialista en documentals, va morir el 2 d'abril de 2022 mentre mirava d'escapar el setge de Mariúpol, ciutat del litoral ucraïnès, en el marc de la invasió russa d'Ucraïna del 2022.
El 19 de maig del 2022, en el marc del Festival de Canes es va projectar Mariupolis 2, un documental pòstum del realitzador que va acabar i muntar la seva companya Hanna Bilobrova, juntament amb la muntadora Dunya Sitxov, que relata el setge i la destrucció de Mariúpol per les tropes russes.

## Biografia
Mantas Kvedaravičius nasqué el 1976 a Biržai. Es va diplomar el 1994 a l'escola secundària número 2 de Biržai i posteriorment estudià arqueologia a la Universitat de Vílnius. S'hi va doctorar el 1998 amb una tesi sobre arqueologia submarina ("Perspectives de l'arqueologia submarina a Lituània"). Uns quants anys més tard, entre 2001 i 2003 va participar al programa de doctorat en antropologia cultural del New York City University Graduate Center. Després se n'anà cap a Anglaterra i va estudiar a la Universitat d'Oxford on es va graduar amb una llicenciatura en antropologia Social i cultural el 2013. Es doctorà en antropologia social a la Universitat de Cambridge amb una tesi doctoral sobre "Nusos d'absència: mort, somnis i desaparicions als límits de la llei a la zona antiterrorista de Txetxènia." Va ensenyar religió, dret i teoria política a Cambridge.

## Filmografia
- Barzakh (2011), menció especial del Premi jurat ecumènic i Amnesty International Film Prize de la Berlinal[4]
- Mariupolis (2016)
- Partenonas (en lituà) o Parthenon (2019)[5]
- Mariupolis 2 (2022), documental pòstum, fet amb la seva companya l'ucraïnesa Hanna Bilobrova

## Premis
- Barzakh

Premi de film Amnesty International el 2011 al Festival cinematogràfic de Berlín
Millor film al Festival de documentals i curts metratges de Belgrad el 2011
Millor documental, al Lithuanian Film Awards el 2011
Premi de film Amnesty International el 2012 al Festival cinematogràfic internacional de Ljubljana
Gran Premi, 2011 Tallinn Black Nights Film Festival
Best Lithuanian Debut, 2011 Vilnius International Film Festival
- Mariupolis

Millor documental, 2016 Lithuanian Film Awards
Millor director, al Festival cinematogràfic internacional de Vilnius el 2016